# Frank Bruno
Frank Roy Bruno MBE (* 16. November 1961 in Hammersmith, London, England) ist ein ehemaliger britischer Profiboxer und WBC-Weltmeister im Schwergewicht.

## Profikarriere
Der sehr muskulöse und extrem schlagstarke Bruno gab 1982 sein Debüt im Profiboxen. 1983 besiegte er in der Royal Albert Hall, London Floyd Cummings durch Technischen K. o. in Runde 7. Seine erste Niederlage musste er 1984 gegen den späteren WBA-Titelträger James Smith hinnehmen. Klar in Führung liegend verlor Bruno in der zehnten und letzten Runde durch K. o. Im selben Jahr schlug er Philipp Brown (Bilanz 22-1-2) über 10 Runden nach Punkten. Brown war zugleich der erste Boxer den Bruno nach Punkten besiegte. 1985 wurde er Europameister im Schwergewicht, als er den 1,99 m großen und 117 Kilo schweren Anders Eklund in der 4. Runde k. o. schlug.
Im Jahre 1986 gelang ihm gegen den 30 Jahre alten Weltklasseschwergewichtler und ehemaligen WBA-Weltmeister Gerrie Coetzee, der 6 Monate zuvor James „Quick“ Tillis geschlagen hatte, ein K.-o.-Erfolg in der ersten Runde.
Seinen ersten Weltmeisterschaftskampf am 19. Juli 1986 verlor Bruno gegen den WBA-Titelträger Tim Witherspoon vorzeitig in Runde 11. Im Jahr 1987 bezwang er unter anderem James Tillis und Joe Bugner.
Die nächste WM-Chance kam am 25. Februar 1989 gegen Mike Tyson. Den Kampf um die drei Titel der Verbände WBC, WBA und IBF verlor Bruno durch Knockout in der fünften Runde, nachdem er den bis dahin dominanten Titelverteidiger in der ersten Runde mit harten Treffern hatte ernsthaft in Bedrängnis bringen können.
1993 schlug er Carl Williams in der 10. und letzten Runde k. o. Sechs Monate später bekam er erneut die Möglichkeit um eine Weltmeisterschaft zu boxen, den Kampf um den WBC-Titel gegen Lennox Lewis im Oktober 1993 verlor er wiederum vorzeitig in Runde 7. (Nach sechs Runden lag Bruno auf einem Punktezettel mit 59:55 in Führung, die zwei anderen Punktrichter hielten den Kampf bis dahin mit 57:57 für ausgeglichen.)
In seinem vierten Anlauf am 2. September 1995 konnte Frank Bruno schließlich doch noch einen Weltmeistertitel erringen. In London besiegte er Oliver McCall, der zuvor überraschend gegen Lewis gewonnen hatte, nach Punkten. Im Vorfeld beendete er die Zusammenarbeit mit seinem langjährigen Promoter Mickey Duff (1929–2014) und wurde von Don Kings damaligem europäischen Partner Frank Warren unter Vertrag genommen.
Seinen nächsten und letzten Kampf bestritt Bruno im März 1996 in Las Vegas gegen Mike Tyson, an den er nach einem TKO in der dritten Runde seinen Titel verlor. Im Vorfeld des Kampfes kam es zu einigen Auseinandersetzungen, da eigentlich Lennox Lewis der Pflichtherausforderer gewesen wäre. Bruno akzeptierte aber wie von der WBC gewünscht den Kampf gegen Tyson, da er sich von diesem Duell mehr Geld und nach Tysons schwacher Vorstellung gegen Buster Mathis zuvor auch bessere Siegchancen versprach. Nach dieser klaren Niederlage in seiner ersten Titelverteidigung erklärte Frank Bruno seinen Rücktritt vom Boxsport.

## Erwähnenswertes
Bruno war sehr robust gebaut und hatte enorme Schlagkraft, worauf seine hohe K.-o.-Quote hinweist (84 %). Bei einer Körpergröße von 1,91 m und einer Reichweite von 2,08 m brachte er alles mit, was ein Boxer im Schwergewicht braucht. Von seinen insgesamt 40 gewonnenen Kämpfen gewann er 38 durch K. o., nur zwei davon entschied er nach Punkten für sich. Bruno verlor nie gegen einen Gegner, der nicht zur Weltspitze gehörte. Fünf Niederlagen musste er insgesamt hinnehmen, zwei von diesen Niederlagen stammen von Mike Tyson und die anderen drei von Lennox Lewis, James Smith und Tim Witherspoon.